# Биоспутники США

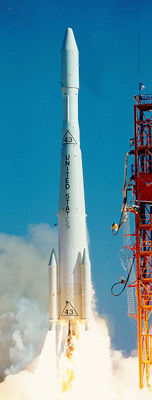
Запуск ракеты-носителя Delta G на космодроме на мысе Канаверал с Биоспутником-1

Биоспутник — программа США по исследованию поведения организма (животных) в космическом полёте. 
Биоспутники были космическими кораблями НАСА, разработаны в начале 1960-х годов, чтобы более подробно изучить воздействие космического пространства на живые организмы в процессе полёта.
В 1966-69 гг. была запущена серия из трёх биологических космических аппаратов; запуски производились ракета-носителями Дельта c Базы ВВС США на мысе Канаверал; было произведено три запуска — с 14.12.1966 (Биоспутник-1) по 29.06.1969 (Биоспутник-3). 
Они были оборудованы капсулой приземления, чтобы возвращать результаты испытаний — растения и животных на Землю, после месяца полёта с низкой орбиты. 
Грубая масса Биоспутников: 542 кг (1194 фунта).
Проблемы управления и другие технические проблемы преследовали Биоспутник-3 с обезьяной на борту, который был запущен на орбиту за три недели до того, как первый американский человек ступил на Луну (Аполлон-11): полёт был прекращен уже через девять дней после старта и обезьяна умерла вскоре после возвращения на Землю. Проект стал предметом огромного высмеивания в прессе, и были отменены три следующие запланированные миссии.

## Биоспутник-1
Космический корабль: Биоспутник. 
Старт 14 декабря 1966 года. 
Ракета-носитель Дельта G. 
Апогей: 309 км (192 мили). Перигей: 295 км (183 мили). 
Масса: 950 кг (936 фунтов). 
Страна: США. 
Агентство: НАСА. 
Запуск с Базы ВВС США на мысе Канаверал, стартовая площадка LC-17A. Экипаж — № 2631. NSSDC ID — 1966-114A. Наклонение : 33,5 градуса. Период Обращения: 90,40 минуты.

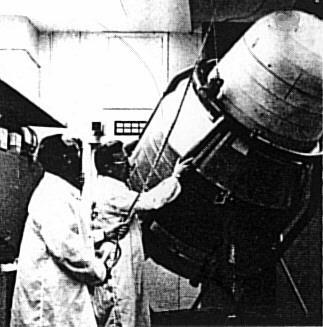
Биоспутник-1

Дата разрушения : 15 февраля 1967 года. 
Возвращение на Землю не произошло, так как не сработал тормозной двигатель, Биоспутник сгорел в атмосфере. Хотя научные цели не были достигнуты, Биоспутник обеспечил техническую уверенность в программе из-за превосходных результатов в большинстве других областей.

## Биоспутник-2
Космический корабль: Биоспутник. 
Старт 7 сентября 1967 года. 
Ракета-носитель Дельта G. 
Апогей: 313 км. Перигей: 286 км. Масса: 955 кг. Страна: США. Агентство: NASA. 
Запуск с Базы ВВС США на мысе Канаверал, стартовая площадка LC-17B. Экипаж — № 2935. NSSDC ID — 1967-083B. 
Наклонение : 33,5 градуса. 
Период обращения: 90,70 минуты.
Дата приземления : 15 сентября 1967 года. 
На этот раз биологическая капсула приземлилась. Научный полезный груз состоял из результатов 13 биологических и одного радиационного экспериментов. На орбите Земли была создана микрогравитация в течение 45 часов. Экспериментальные биологические блоки на космическом корабле содержали множество различных экземпляров насекомых, яйца лягушки, микроорганизмы и бактерии. Запланированный трехдневный полет стал 8-и дневным из-за угрозы тропического шторма в области приземления, и из-за проблемы связи между космическим кораблем и Станциями слежения. Главная цель полета Биоспутника состояла в том, чтобы определить, стали ли организмы больше, или меньше, как перенесли воздействие радиации и микрогравитации, по сравнению с контрольными копиями на Земле. Чтобы изучить этот вопрос, в передней части космического корабля был размещен искусственный источник радиации.

## Биоспутник-3
Космический корабль: Биоспутник-3. 
Старт: 29 июня 1969 года. 
Ракета-носитель: Дельта H. 
Перигей: 221 км. 
Апогей: 240 км. 
Масса: 1546 кг. 
Страна: США, агентство НАСА. 

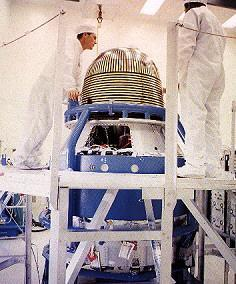
Биоспутник-3

Запуск с Базы ВВС США на мысе Канаверал, стартовая площадка LC-17А. 
Дата приземления : 7 июля 1969 года. 
Экипаж — № 4000. 
NSSDC ID — 1969-056A. Наклонение: 33,5 градуса. Период Обращения: 92,0 минуты.
Биологическая капсула приземлилась 7 июля 1969 года. Цель запуска — наблюдение за 6-килограммовым свинохвостым макаком мужского пола (Macaca nemestrina) по имени Бонни на Земной орбите в течение 30 дней. Однако через 9 дней полет был прекращен из-за резкого ухудшения здоровья примата. По возвращении на Землю обезьяна погибла. Высокие финансовые расходы были сильным стимулом для того, чтобы продлить полет на максимально долгое время. Научные цели были чрезвычайно честолюбивыми, полет долго готовился и было запланировано много экспериментов, которые проводились на единственном предмете исследования. Хотя миссия была очень успешна с технической точки зрения, научные результаты были поставлены под сомнение.
Эксперименты на Биоспутнике-3:
- Определение потери костного минерала во время длительной невесомости.
- Эффекты воздействия длительного космического полета на функции мозга и работоспособность.

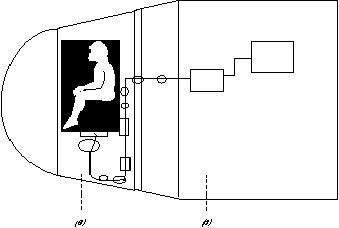
Расположение обезьяны на Биоспутнике-3

Несмотря на кажущуюся неудачу научной программы миссии, Биоспутник-3 влиял на формирование программ экспериментов для других полетов, указывая на необходимость централизованного управления, постановке реальных целей и серьезной проработке и подготовке экспериментов перед полетом. Цель миссии состояла в том, чтобы исследовать воздействие космического полёта на поведенческую деятельность, работу сердечно-сосудистой системы и многое другое.